# Кемп, Адам
Адам Кемп (англ. Adam Kemp; род. 20 декабря 1990, Шеррилл, штат Нью-Йорк, США) — американский профессиональный баскетболист, играющий на позиции тяжёлого форварда. Выступает за баскетбольный клуб «Сокол» (Ланьцут).

## Карьера
С 2009 по 2014 год выступал за университет Марист, который входит в NCAA, и в выпускной год, в сезоне 2013/2014 Кемп показал отличный результат: провел 25 игр, в среднем набирая 9.8 очка и делая 7.5 подбора.
В сезоне 2014/2015 Кемп провёл за македонский «Фени Индустри» 27 матчей, в среднем набирая 12,1 очка и делая 8,7 подбора.
В июле 2015 года подписал контракт с «Астаной». За казахстанский клуб провёл 1 игру в Единой лиге ВТБ, отметившись в ней 1 очком, 1 подбором и 1 передачей. В декабре контракт с Кемпом бы расторгнут по обоюдному согласию сторон.
В сезоне 2016/2017 Кемп выступал за «Спиру Шарлеруа». В чемпионате Бельгии Адам набирал в среднем 5 очков и 3,5 подбора в 40 матчах. В Лиге чемпионов ФИБА принял участие в 11 играх и набирал 2,9 очка и 2,5 подбора.
В августе 2017 года перешёл в «Берое», но в ноябре покинул клуб из-за травм. В составе команды Кемп провёл 1 игру в чемпионате Болгарии и набрал 10 очков, 9 подборов и 1 блок-шот. В Кубке Европы ФИБА принял участие в 2 матчах.
В марте 2018 года Кемп стал игроком «Короивос».